# Issoire
Issoire är en kommun i departementet Puy-de-Dôme i regionen Auvergne-Rhône-Alpes i centrala Frankrike. Kommunen ligger i kantonen Issoire som tillhör arrondissementet Issoire. År 2022 hade Issoire 15 078 invånare.

## Befolkningsutveckling
Antalet invånare i kommunen Issoire
| Referens: INSEE |